# أندرو بيرش
أندرو بيرش (بالإنجليزية: Andrew Birch)‏ (7 يونيو 1985 في جنوب أفريقيا - ) هو لاعب كريكت جنوب أفريقي. لعب مع Eastern Province (cricket team) ‏.

## وصلات خارجية
- أندرو بيرش على موقع إي آس بي آن كريك إنفو (الإنجليزية)